# Kirkwood (Califórnia)
Kirkwood é uma Região censo-designada localizada no Estado americano da Califórnia, no Condado de Alpine.

## Geografia
A área total da cidade é de 8,2 km² (3,2 mi²), sendo 5,7 km² (2,2 mi²) de terra e 2,5 km² (0,9 mi²) de água (30.06%).

## Demografia
De acordo com o censo de 2000, a densidade populacional é de 16,8/km² (43,5/mi²) entre os 96 habitantes, distribuídos da seguinte forma:
- 87,50% caucasianos
- 2,08% nativo americanos
- 2,08% asiáticos
- 1,04% nativos de ilhas do Pacífico
- 7,29% mestiços
- 5,21% latinos

Er waren 19 gezinnen e 4 families in Kirkwood. De gemiddelde gezinsgroott bedroeg 5,05.

## Localidades na vizinhança
O diagrama seguinte representa as localidades num raio de 40 km ao redor de Kirkwood.